# Sjöbo sommarby och Svansjö sommarby
Sjöbo sommarby och Svansjö sommarby var en av SCB avgränsad och namnsatt tätort i Sjöbo kommun i Skåne län, omfattande de två samhällena. Från 2015 räknas området som en del av tätorten Sjöbo. 

## Befolkningsutveckling
| Befolkningsutvecklingen i Sjöbo sommarby och Svansjö sommarby 1990–2010 | Befolkningsutvecklingen i Sjöbo sommarby och Svansjö sommarby 1990–2010 | Befolkningsutvecklingen i Sjöbo sommarby och Svansjö sommarby 1990–2010 | Befolkningsutvecklingen i Sjöbo sommarby och Svansjö sommarby 1990–2010 | Befolkningsutvecklingen i Sjöbo sommarby och Svansjö sommarby 1990–2010 |
| ----------------------------------------------------------------------- | ----------------------------------------------------------------------- | ----------------------------------------------------------------------- | ----------------------------------------------------------------------- | ----------------------------------------------------------------------- |
|                                                                         |                                                                         |                                                                         |                                                                         |                                                                         |
| År                                                                      |                                                                         |                                                                         | Folkmängd                                                               | Areal (ha)                                                              |
| 1990                                                                    | 1990                                                                    |                                                                         | 272                                                                     | 32#                                                                     |
| 1995                                                                    | 1995                                                                    |                                                                         | 339                                                                     | 89#                                                                     |
| 2000                                                                    | 2000                                                                    |                                                                         | 444                                                                     | 90#                                                                     |
| 2005                                                                    | 2005                                                                    |                                                                         | 608                                                                     | 90                                                                      |
| 2010                                                                    | 2010                                                                    |                                                                         | 668                                                                     | 89                                                                      |
| Anm.: Ny tätort 2005, sammanvuxen 2015 med Sjöbo # Som småort.          |                                                                         |                                                                         |                                                                         |                                                                         |